# Federation II
Federation II era un videojuego gratuito basado en texto en línea también conocido como Federation 2 o Fed2. Fue diseñado por el programador británico Alan Lenton y desarrollado por IBGames. Se centra en el comercio y la economía intergalácticos en un futuro lejano. Está codificado en C++.

## Historia
En julio de 1987, Compunet había anunciado el regreso de MUD y un nuevo juego multiusuario Federation II. Fed comenzó como una demostración de tablero de anuncios para un solo jugador, pero ganó popularidad. La Convención Adventure 87 demostró el formulario multiusuario, que se esperaba que se ejecutara para esa Navidad. Después de muchos retrasos, se inauguró oficialmente el 10 de enero de 1988 como el primer MUD en tener un escenario que no es de fantasía.
En 1990, Federation II se trasladó a GEnie y causó confusión ya que se suponía que 'II' significaba que el juego era una secuela cuando en realidad nunca hubo una "Federación I". El "II" se dejó caer lentamente. Al hablar sobre ese período, generalmente se lo conoce como GEnie / Aries Fed.
AOL Federation comenzó a probar en mayo de 1995 y se publicó al mes siguiente. La beta abierta comenzó el 21 de junio, lo que permitió a los jugadores de AOL participar en el juego por primera vez.
AOL había cambiado su estructura de facturación a lo largo de los años, lo que afectó a la Fed y a sus usuarios. A principios de 1997, AOL pasó a la tarifa plana de precios, lo que provocó un aumento espectacular en los jugadores de la Fed. Más tarde, AOL quiso cortar los lazos con Federation, lo que obligó a que el juego se trasladara a la web. Federation on AOL cerró oficialmente en agosto de 1997.
Las copias de seguridad de los archivos Fed de AOL estuvieron disponibles por un breve tiempo para permitir a los usuarios migrar sus personajes a Web Fed, pero se eliminaron en diciembre de ese mismo año.
En octubre, Web Fed entró en pruebas beta. FedTerm Loaded, se lanzó un nuevo programa de interfaz de usuario en diciembre de 1997 y el juego salió de la prueba beta. Para enero de 1998, los últimos rastros de Fed se habían eliminado de AOL.
A fines de noviembre de 2003, una unidad de disco falló en el servidor de la federación y provocó la caída del sitio. Aunque Lenton pudo hacer que el juego volviera a funcionar, no se podía confiar en él para un uso a largo plazo. El trabajo comenzó en Fed 2 en diciembre, llamado así en homenaje a la versión original en Compunet. En la mañana de la Navidad de 2003, Fed2 entró oficialmente en funcionamiento.
El domingo 2 de septiembre de 2018, el personal del juego anunció que el juego cerraría el 1 de octubre de 2018.
Un pequeño grupo de jugadores de Federation 2 se unió para formar el equipo comunitario de Federation 2 (F2CT) y revivir el juego bajo el nombre de "Federation 2 Community Edition" (abreviado como F2CE). Con la ayuda del programador original Alan Lenton, el juego se relanzó al mes siguiente. Los propietarios de planetas Fed2 recibieron sus archivos de IBGames y se les dio la oportunidad de transferir sus rangos y planetas a F2CE. F2CE volvió a cambiar a un modelo gratuito que permite a los miembros ganar premios en el juego a través del juego en lugar de comprarlos.

## Funciones

### Plataforma
Federation II es un juego independiente de la plataforma, accesible a través de múltiples clientes conectándose directamente al servidor.
FedTerm es un programa front-end opcional creado y diseñado por Alan Lenton para su uso con Federation II. A diferencia de los clientes estándar de MUD, FedTerm tiene múltiples pestañas de vista que funcionan específicamente con los elementos únicos de los juegos, como la información del planeta, el mapeo y la navegación. FedTerm está disponible de forma gratuita en los sitios web de IBGames y F2CE.
Fed2Workbench es un conjunto de programas que se pueden utilizar para crear ubicaciones de planetas, eventos y objetos. El programa LocEditor es un editor visual que permite a un jugador trazar un mapa y escribir descripciones de ubicaciones en sus planetas personales. Los editores de eventos, mensajes y objetos permiten una mayor personalización y permiten agregar más elementos dinámicos al planeta. Cada uno de los cuatro programas de edición crea un archivo XML que un jugador puede enviar al personal del juego para que lo cargue en el servidor.

### Videojuego gratuito
Aunque el juego ha visto varios modelos de pago en el pasado, Federation II Community Edition es un juego gratuito. Antes del lanzamiento de Community Edition en 2018, el juego se ejecutaba en un modelo freemium con "Slithies" como moneda de compra. Los slithies ahora se pueden adquirir gratis a razón de 1 slithy por cada 5 días de inicio de sesión. Anteriormente, a los jugadores se les permitía donar al juego para convertirse en "Patrocinador" y obtener acceso a una ubicación restringida del juego, pero se eliminó la capacidad de patrocinio.

### Accesibilidad
F2CE es un juego completamente basado en texto y es 100 % accesible para jugadores con discapacidad visual mediante el uso de un software de lectura de pantalla. El juego no utiliza señales auditivas, por lo que no supone ninguna desventaja para los jugadores que puedan tener problemas de audición. F2CE es compatible con clientes MUD que utilizan interfaces de usuario personalizables y se pueden utilizar con tecnologías de asistencia, como un mouse de pie.

## Jugabilidad

### Configuración
En Federation II DataSpace, ambientado 200 años después de Classic Fed, la mayoría de los planetas del Sistema Solar se han asentado y se está desarrollando el cinturón de asteroides. En los días del despótico Emperador Ming el Despiadado, que había reinado como Emperador durante tanto tiempo que nadie recuerda cuándo no gobernó, y que había alterado todos los registros para que pareciera que nunca hubo un momento en que no gobernó. 't gobierne: la Administración Galáctica se aseguró de que los negocios diarios del imperio galáctico continuaran sin problemas a pesar de los excesos del gobernante supremo. A lo largo de los años, hubo muchas conspiraciones para derrocar o asesinar a Ming, pero no fue hasta que los burócratas de la Administración Galáctica fueron amenazados que entraron en acción. Con los recursos disponibles para ellos, los burócratas de la Asamblea General pudieron derrocar a Ming y hacer que lo destituyeran.
Los jugadores comienzan en el planeta Tierra y pueden explorar 14 planetas en Sol, 4 asteroides y un puñado de asentamientos exclusivos para eventos o tareas. Comenzando como un humilde transportista de productos básicos, los jugadores avanzan de rango en el comercio de bienes, son dueños de su propia empresa, colonizan hasta nueve planetas y luego gobiernan su propio cartel intergaláctico. Deben navegar a través de las regulaciones de la Administración Galáctica y pueden optar por trabajar en cooperación con otros para beneficio financiero mutuo.

### Creación de personajes
Cuando un jugador se conecta por primera vez al juego, se le pide que seleccione un nombre para su personaje. Luego, el jugador tiene la opción de especificar una raza y un género. Todos los personajes comienzan el juego con 140 puntos para dividir entre 4 estadísticas: inteligencia, destreza, resistencia y fuerza. Algunas estadísticas aumentan en varios niveles y también se pueden comprar con slithies. Al ingresar al juego, el jugador puede darle al personaje una descripción física que otros jugadores pueden ver. Por defecto, la descripción del personaje dice:
```
<
Player
 
Name
>
 
is
 
dressed
 
in
 
a
 
nondescript
 
grey
 
coverall
,
 
like
 
most
 
of
 
the
 
rest
 
of
 
the
 
population
.

```

### Comunicación
Federation II utiliza un estilo de juego basado en texto. los usuarios ingresan varios comandos en el cliente, que se encuentran con descripciones de las acciones que acaban de ordenar. Por ejemplo, para decir algo a los otros jugadores en la sala, un jugador escribe "SAY <message>", lo que produciría el siguiente resultado:
```
You
 
say
,
 
"<message>"

```

Los jugadores también pueden comunicarse públicamente con otros en ubicaciones remotas utilizando el comando <COM> o con otras personas en privado a través de un mensaje de "haz estrecho" utilizando el comando <SAY>. Un tablero de mensajes público también está disponible para que todos los usuarios transmitan mensajes para que otros los lean en cualquier momento. El tablero se limpia cada mañana.

### Socializando
Las conexiones sociales son importantes en el juego. A medida que los jugadores progresan, pueden recibir ayuda de los de un nivel superior. Por ejemplo, un fabricante puede optar por construir sus fábricas en un planeta oficial en Sol, pero sería más beneficioso para ellos encontrar un propietario de planeta que pueda proporcionar fábricas que proporcionen más recompensas financieras.
La mayoría de los planetas, tanto los oficiales como los propiedad de los jugadores, tienen algún tipo de barra que proporcionará comida o bebida a los visitantes. Es común que los jugadores utilicen estos lugares para reuniones sociales. Dos de los lugares más populares son la sencilla Starship Cantina en la Tierra y el bullicioso y vibrante Chez Diesel en Marte.

### Combate
La lucha no es una parte integral de la Federación, pero las áreas no pacíficas están disponibles para los jugadores que deseen participar en las luchas de naves espaciales. Los planetas también pueden tener ubicaciones que pueden causar daño o la muerte a los jugadores. Los usuarios comienzan el juego asegurados contra 1 muerte y pueden reasegurarse en cualquier hospital. Si un jugador muere sin seguro, morirá "muerto-muerto" (o DD) y el personaje será eliminado permanentemente.

### Rangos
Federation II actualmente tiene 16 rangos disponibles para que los jugadores alcancen a través de diversas actividades.

#### Marmota
El nivel de entrada en Fed es GroundHog. En este rango, los jugadores están limitados al movimiento terrestre en la Tierra. La "Guía de Newbod" y las señales dentro del juego instruyen a los jugadores sobre cómo obtener un permiso de barco y comprar su primer barco para alcanzar la promoción.

#### Comandante

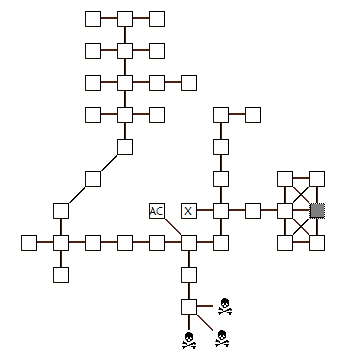
Mapa del planeta Titán, uno de los 13 planetas de Sol accesibles para jugadores con nave espacial.

Una vez que un jugador ha obtenido un barco, es ascendido automáticamente al rango de comandante. Como comandante, el jugador comienza a trabajar transportando productos dentro del sistema solar ("Sol") para pagar el préstamo del barco. Después de lograr 50 créditos de transporte, el jugador puede dejar Sol e ingresar a los sistemas propiedad del jugador que brindan trabajos mejor pagados. Una vez que se paga el préstamo, el jugador asciende al rango de capitán.

#### Capitán
El rango de Capitán es similar al de Comandante, sin embargo, los jugadores ya no tienen que preocuparse por pagar un préstamo. El rango de Capitán también le permite a un jugador comprar un barco más grande que puede usarse para trabajos o para pelear si así lo desea. Después de completar suficientes trabajos para ingresar al Gremio de Aventureros, un jugador es ascendido a Aventurero.

#### Aventurero
En el rango de Aventurero, los jugadores ahora pueden completar "Trabajos de Akaturi" similares a Fetch Quests. En estos trabajos, al jugador se le proporcionará la descripción de una ubicación desde la cual recolectar un artículo. Una vez recogido, se revelará la descripción del lugar de entrega. La finalización de 25 de estas misiones y un saldo bancario de 55,000 ig harán que el jugador sea elegible para ascender al rango de Comerciante.

#### Mercader
Como Comerciante, los jugadores pueden ganar dinero comprando y vendiendo productos a través de intercambios, uno de los cuales se encuentra en cada planeta del juego. Cada comercio exitoso otorga puntos de calificación de comerciante. Con estos puntos y 400 000 ig, el jugador puede visitar una oficina en la Tierra para depositar un bono y convertirse en comerciante.

#### Comerciante
En el rango de Comerciante, los jugadores dejan de ganar dinero comprando y vendiendo bienes y, en cambio, pasan a comprar contratos de futuros. La competencia del jugador en esta empresa se mide con puntos comerciales que se otorgan y quitan según la rentabilidad de cada contrato. El objetivo como comerciante es lograr una calificación de comerciante de 300, obteniendo ganancias en los contratos de futuros.

#### Industrial
Registrar un negocio convierte al jugador en industrial, el director ejecutivo de una empresa que posee fábricas en otros planetas de jugadores. Este rango está relativamente libre de presiones y el jugador puede elegir cuándo ascender a Fabricante en cualquier momento. Sin embargo, se recomienda que los jugadores usen el rango de Industrial como un momento para generar capital en el negocio antes de pasar a rangos más complicados.

#### Fabricante
Cuando el industrial lanza una oferta pública inicial, asciende al rango de fabricante y su negocio se convierte en una empresa pública. En este rango, las compañías de jugadores son elegibles para vender acciones a otros jugadores dentro del juego. La empresa también enfrenta necesidades de desafección y mantenimiento, lo que requiere una gestión más práctica.
Una vez que la empresa se ha ejecutado con éxito durante 4 semanas, el jugador puede vender todas las fábricas y almacenes de la empresa para ascender a Financiero. El fabricante es el primer y único rango que requiere una cantidad mínima de tiempo para promocionar.

#### Financiero
Los financieros siguen dirigiendo empresas, pero ahora son empresas financieras en lugar de empresas manufactureras. Los granos se obtienen al ofertar por acciones en empresas y comprar acciones en otras empresas. Las empresas financieras también pueden negociar contratos de futuros. El objetivo en este rango es crear un gran balance de empresa que se utilizará como tesorería del planeta del jugador en el siguiente nivel. Un jugador puede optar por ascender de Financiero a Fundador en cualquier momento.

#### Propietario del planeta: Fundador a través de Magnate
En el rango de Fundador, el jugador puede crear su propio sistema estelar que comienza con un planeta. El jugador puede optar por diseñar su propio planeta personalizado o puede seleccionar uno de los cinco planetas disponibles que se pueden personalizar en un momento posterior. A medida que el jugador avanza en los rangos de propietarios de planetas, se pueden agregar más planetas al sistema, cada uno personalizable.
Cada planeta tiene una economía financiera dirigida por el "intercambio" del planeta: un sistema de productos básicos que el planeta produce o necesita. El jugador necesita completar construcciones de infraestructura para hacer avanzar la economía del planeta. Los planetas comienzan con un intercambio agrícola y avanzan a través de intercambios industriales, tecnológicos, biológicos y de ocio. Las promociones de jugadores ocurren cuando se completa una cantidad específica de construcciones en cualquiera de los planetas del jugador.
| Rango | EE           | BRP |
| --- | ------------ | --- |
| Fundador | Agrícola     | 0   |
| Ingeniero | Agrícola     | 30  |
| Magnate | Industrial   | 70  |
| Tecnócrata | Tecnológico  | 125 |
| ingeniero | Tecnológico* | 200 |
| Magnate | Ocio         | 265 |
| * En Gengineer, el planeta sigue siendo un planeta tecnológico, pero el jugador puede colonizar un planeta biológico permanente separado. |              |     |

#### Plutócrata
Una vez que un jugador tiene 335 construcciones en un planeta, puede ascender al rango de Plutócrata. Plutocrat posee un cartel que se compone de su propio sistema más hasta 14 sistemas de jugadores adicionales. Los plutócratas pueden ofrecer bonificaciones para reclutar a otros propietarios de planetas para que se unan al cartel. Plutocrat continúa ejecutando un sistema personal de planetas y puede continuar completando construcciones de infraestructura en cualquiera de esos planetas de propiedad personal.

### Rompecabezas y misiones
Federation II contiene acertijos y misiones opcionales para mejorar la experiencia del usuario.

#### Búsqueda de la Sociedad de Magallanes
Nombrada en honor al explorador portugués de la era preatómica Ferdinand Magellan, la Sociedad Magellan en la Federación II está abierta a jugadores que hayan completado una prueba de ingreso administrada por un NPC llamado Victor. El único requisito previo de la misión es que el jugador tenga su propia nave espacial y esté disponible en cualquier momento. Al finalizar, la descripción del personaje del jugador incluirá "un miembro de la Sociedad Magallanes".

#### Misión del gremio comercial
La misión del gremio comercial comienza en la Tierra, donde se le indica al jugador que visite el desolado planeta Cementerio. Al finalizar, la descripción del personaje del usuario recibirá el título de "Un miembro valiente e ingenioso del gremio de comerciantes".

#### Rompecabezas de vacaciones
Durante algunos días festivos, se abrirán acertijos oficiales de planetas para que los usuarios los resuelvan. Los acertijos anteriores han incluido el Rompecabezas de los tontos para el Día de los inocentes, el planeta de Hunt que se abrió para Pascua y la Gruta de Santa, que se lanzó como un rompecabezas de invierno.

#### Rompecabezas de jugador-planeta
Además de los acertijos y eventos lanzados oficialmente, los propietarios de planetas pueden crear sus propios acertijos para que los usuarios los resuelvan. Al igual que los planetas oficiales, los planetas de los jugadores pueden incluir objetos, personajes móviles o NPC y ubicaciones que pueden dañar o matar a otro jugador. Aunque se permite dañar a un jugador en los rompecabezas, están prohibidas las "trampas DD" o interferir con la capacidad de un jugador para volver a asegurarse.

## Recepción
Computer Gaming World en 1992 elogió los aspectos sociales de Federation II, afirmando que "el verdadero centro del universo de Federation es ... Chez Diesel". La revista concluyó que el juego era "un entorno social maravilloso que utiliza mecánicas de juego simples basadas en texto como excusa para tener una fiesta en línea ... es un cyburb donde no me importaría vivir".
En una encuesta posterior de ese año sobre juegos de ciencia ficción, la revista le dio al juego más de tres estrellas de cinco, y una encuesta de 1994 sobre juegos espaciales estratégicos ambientados en el año 2000 y luego le dio al juego tres estrellas de cinco.
En un artículo de septiembre de 1995 en Computer Gaming World, durante la fase de prueba beta de AOL Fed, Wyatt Lee se refirió a Federation como "uno de los cyburbs más salvajes en el universo de los telejuegos", llamándolo "uno de los universos imaginarios más 'reales' que puede visitar". En diciembre del mismo año, Electronic Entertainment publicó una reseña, llamando a Federation "La madre de los títulos multijugador" con "Casi todo lo que podría desear el hambriento de poder".